# Vita rurale nella Puglia delle «casedde»
Vita rurale nella Puglia delle «casedde» è un saggio etnografico sulla cultura contadina della Puglia jonica e della Valle d'Itria pubblicato nel 1937 da Michelangelo Semeraro, in quell'epoca direttore delle scuole rurali dell'intera Provincia di Taranto.

## Contenuto
Nata col precipuo scopo di fornire agli insegnanti rurali un aiuto alla conoscenza del sostrato culturale delle campagne, quest'opera riporta delle preziose informazioni sull'ambiente fisico, sulle architetture (le «casedde», ossia i trulli), nonché sulla vita agreste di quegli anni: costumi, feste, cerimonie, folklore, superstizioni, credenze di terapeutica miracolosa, giochi infantili. L'autore ivi trascrive dalla viva voce del popolo (dialetto pugliese con testo a fronte in italiano) numerose testimonianze, altrimenti perdute, della cultura contadina di Terra Ionica e Valle d'Itria: preghiere, proverbi, canti, indovinelli e leggende.

## Critica
L'opera, oggigiorno riferimento dell'etnografia pugliese, conobbe sin da subito un largo successo regionale, testimoniato tutt'oggi dalle compiaciute recensioni comparse sui giornali di quel tempo.

### Indice

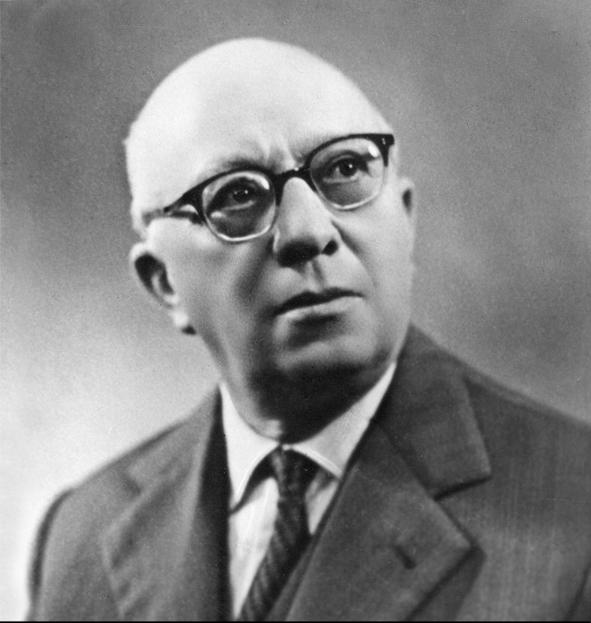
Michelangelo Semeraro, autore del libro

## Edizioni
- Michelangelo Semeraro, Vita rurale nella Puglia delle «casedde», Roma, Arti Grafiche Trinacria, 1937. Scheda della pubblicazione sul catalogo del Sistema Bibliotecario Nazionale